# Elea-Velia
Lo storico e geografo greco Strabone narra della città di Elea nella sua Geografia (VI, 252), specificando però che i fondatori Focei la chiamarono inizialmente con la grafia greca di Ὑέλη (Huélē).
A tal riguardo bisogna ricordare che la lingua parlata dai Focesi era il dialetto dorico che differisce per suoni e per grafia sia dal Greco usato dagli storiografi del tempo che dalle lingue parlate dai popoli latini, che successivamente influenzarono la cultura dei coloni greci stanziatisi sul territorio campano.
Gli eleatici - come testimoniano anche le monete più antiche - usavano un alfabeto greco arcaico che includeva e utilizzava ancora la lettera del digamma, Ϝ, corrispondente al grafema latino v e al fonema semiconsonantico /w/. È per questo che i parlanti latini hanno successivamente traslitterato il toponimo aggiungendo una V iniziale.
Così deve assumersi che il nome di questo luogo passò da un non attestato *Ϝελᾱ (Welā) alla grafia attica Ὑέλη (Huélē; latinizzata in Hyele) così come riportata da Strabone e da Antioco di Siracusa, la fonte a cui si rifaceva il primo. La comparsa della vocale ypsilon a inizio parola indica una successiva grecizzazione del latino *Vela (poi Vele), non più trascritta utilizzando la obsoleta consonante del digamma. 
Quanto alla forma Ἐλέᾱ (Eléā) sembra trattarsi di una successiva variante attica che non si riscontra prima di Platone, nel IV secolo a.C., cioè due secoli dopo la fondazione della città. Da quest'ultima forma viene quindi la grafia latina di Velia (pronunciato classicamente /ˈu̯e.li.a/). 
Da queste ultime due forme derivano direttamente le italiane Elea e Velia, che ricalcano fedelmente i rispettivi accenti (Eléa e Vélia).
Elea (in greco antico: Ἐλέα?), denominata in epoca romana Velia, è un'antica polis della Magna Grecia.
L'area archeologica è localizzata in contrada Piana di Velia, nel comune di Ascea, in provincia di Salerno, all'interno del parco nazionale del Cilento e Vallo di Diano e Alburni. L'accesso al sito archeologico è da Via di Porta Rosa. 

## Origine del toponimo
Lo storico e geografo greco Strabone, nella sua Geografia, parla della città di Elea-Velia, specificando che i Focei, suoi fondatori, la chiamarono inizialmente ῾Υέλη (Huélē), nome che però dopo alcune variazioni divenne per i grecofoni Elea.
I Romani adottarono la forma Velia per il nome della città, attestata a partire da Cicerone.
Ad oggi esistono alcuni toponimi cilentani che derivano dal nome latino di "Velia" sono: Novi Velia, Casal Velino, Velina e Acquavella.

## Parco archeologico di Elea-Velia
Gli scavi, vicini alla ferrovia e non lontani da Ascea Marina, sono visitabili tutti i giorni. Dell'antica città restano l'Area Portuale, Porta Marina, Porta Rosa, le Terme Ellenistiche e le Terme romane, l'Agorà, l'Acropoli, il Quartiere Meridionale e il Quartiere Arcaico.
In prossimità dell'ingresso si trova un ampio parcheggio gratuito non custodito né ombreggiato, e un gruppo di moderni edifici in cemento armato, legno e vetro, destinati a biglietteria, esposizione, ristoro, servizi igienici e vendita di souvenirs costruito con i finanziamenti POR Campania 2000-2006 per la valorizzazione del Parco archeologico di Elea-Velia nell'ambito di un progetto cofinanziato dall'Unione europea. Di questi solo la biglietteria era utilizzata, mentre gli altri risultavano in stato di abbandono sin dal loro completamento: gli scaffali era accatastati e non erano nemmeno stati montati. Al 2024, invece, le strutture adiacenti la biglietteria sono pienamente funzionanti, con possibilità di acquisto di souvenir, libre, guide, oltre ai servizi igienici.
Nel 2016 l'area archeologica ha fatto registrare 33 380 visitatori..

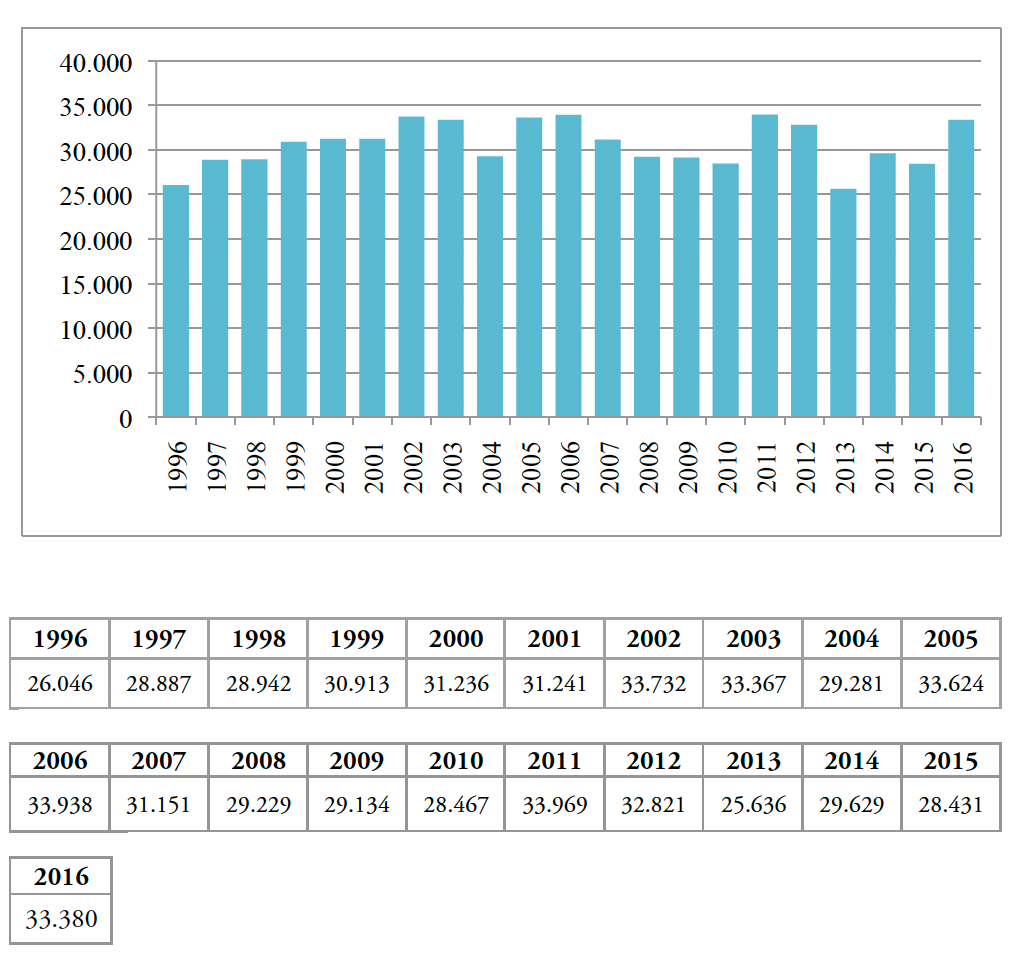
Dati sulle affluenze del Parco archeologico di Elea-Velia (fonte: www.statistica.beniculturali.it).

## Storia della città

Lo stato degli scavi del Quartiere meridionale nel 1966, nei pressi del detto "pozzo sacro". Da destra a sinistra: Giovanni Pugliese Carratelli, Mario Attilio Levi, Pietro Ebner e Venturino Panebianco

Elea fu fondata nella seconda metà del VI secolo a.C., da esuli Focei in fuga dalla Ionia (sulle coste dell'attuale Turchia, nei pressi del golfo di Smirne) per sfuggire alla pressione militare persiana. La fondazione avvenne a seguito della Battaglia di Alalia, combattuta dai Focei di Alalia contro una coalizione di Etruschi e Cartaginesi, evento databile a un arco temporale che va dal 541 al 535 a.C.
La città fu edificata sulla sommità e sui fianchi di un promontorio, comprato dai Focei agli Enotri, situato tra Punta Licosa e Palinuro. Fu inizialmente chiamata Hyele, dal nome della sorgente posta alle spalle del promontorio.
Intorno al V secolo a.C., la città era felicemente nota per i floridi rapporti commerciali e la politica governativa. Assunse anche notevole importanza culturale per la sua scuola filosofica presocratica, conosciuta come Scuola eleatica, fondata da Parmenide, con probabili influenze di Senofane, e portata avanti dall'allievo Zenone. Nel IV secolo entrò nella lega delle città impegnate ad arrestare l'avanzata dei Lucani, che avevano già occupato la vicina Poseidonia (Paestum) e minacciavano Elea.
Con Roma, invece, Elea intrattenne ottimi rapporti: fornì navi per le guerre puniche (III-II secolo) e inviò giovani sacerdotesse per il culto a Demetra (Cerere), provenienti dalle famiglie aristocratiche del posto. Divenne infine luogo di villeggiatura e di cura per aristocratici romani, forse grazie anche alla presenza della scuola medico-filosofica.
Nell'88 a.C. Elea fu ascritta alla tribù Romilia, divenendo municipio romano con il nome di Velia (cfr. la scheda a lato, Le diverse forme del nome greco), ma con il diritto di mantenere la lingua greca e di battere moneta propria. Nella seconda metà del I secolo servì come base navale, prima per Bruto (44 a.C.) e poi per Ottaviano (38 a.C.). La prosperità della città continuò fino a tutto il I secolo d.C., quando si costruirono numerose ville e piccoli insediamenti, unitamente a nuovi edifici pubblici e alle thermae, ma il progressivo insabbiamento dei porti e la costruzione, avviata nel 132 a.C., della Via Popilia che collegava Roma con il sud della penisola tagliando fuori Velia, condussero la città a un progressivo isolamento e impoverimento.
Dalla fine dell'età imperiale, gli ultimi abitanti furono costretti a rifugiarsi nella parte alta dell'Acropoli per sfuggire all'avanzamento di terreno paludoso, e l'insediamento è riportato nei codici con vari nomi, corrispondenti a differenti periodi, tra cui Castellammare della Bruca. Alla fine del Medioevo, nel 1420, diventò feudo dei Sanseverino che però sarà presto donato alla Real Casa dell'Annunziata di Napoli. Dal 1669 non è più censito alcun abitante sul posto, e le tracce della città si perdono nelle paludi. Solo nell'Ottocento l'archeologo François Lenormant comprese che l'importanza storica e culturale del luogo si prestava a interessanti studi e approfondimenti, tuttora in corso, ma va anche rilevato che purtroppo, a causa degli scavi iniziati nel secolo scorso, l'abitato superstite dall'epoca medievale fino al Seicento fu quasi completamente distrutto.

## Geografia della città

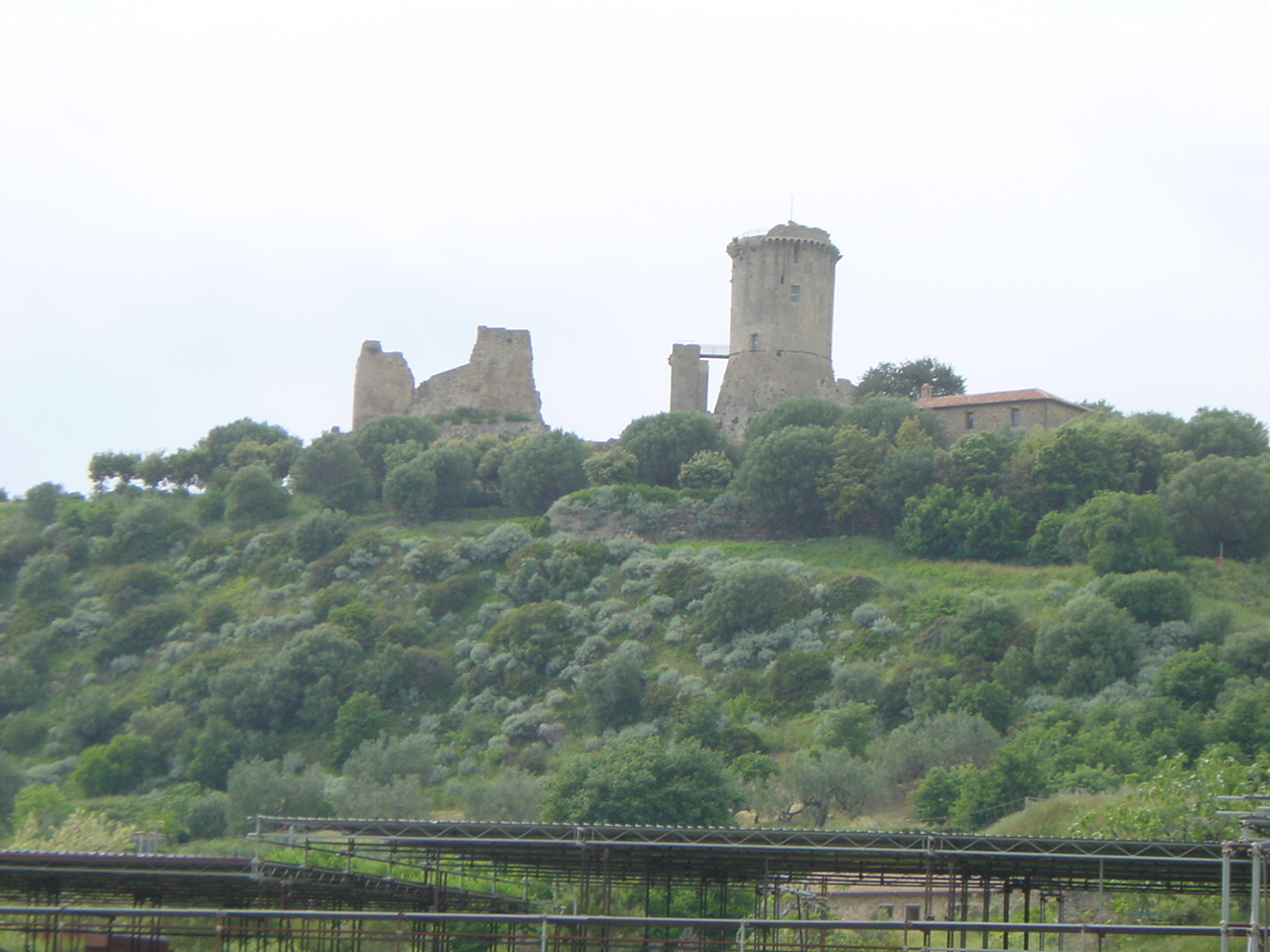
I ruderi di Castellammare della Bruca sul promontorio dove sorgeva l'acropoli di Elea.

La città è situata sulla Costiera Cilentana, non lontana da Vallo della Lucania, circa 90 km a sud di Salerno.
La pianura a nord della città antica è solcata dal fiume Alento e dal suo affluente di sinistra, il Palistro, in passato dotato di autonomo sbocco in mare.
A sud dell'acropoli, a breve distanza da questa, sfocia la Fiumarella di Santa Barbara.
Il materiale sedimentato dai tre fiumi ha determinato col tempo l'interramento dello specchio antistante la città, causando la scomparsa delle due isole Enotridi, fornite di approdi, di cui ci parla Strabone.

Dell'esistenza delle due isole ci viene conferma da Plinio il Vecchio che ce ne fornisce sia l'ubicazione (contra Veliam) che i nomi (Isacia e Pontia).
Gli stessi fenomeni hanno causato l'avanzamento della linea di costa che oggi fa apparire la zona collinare su cui sorge l'acropoli, un tempo un promontorio, come un'altura non più lambita dal vicino mare.
Quest'altura, a seguito della perdita della memoria dell'esistenza della colonia focea, ha assunto il toponimo di Castellammare della Bruca.

## Scuola eleatica
Tra i motivi che fanno di Velia un patrimonio dell'umanità va sicuramente menzionata la scuola eleatica, una scuola filosofica che ha potuto vantare, fra i suoi esponenti, Parmenide, Zenone di Elea e Melisso di Samo. Senofane di Colofone è stato a lungo considerato un filosofo della tradizione eleatica per la scelta stilistica di scrivere in versi: la critica dell'antropomorfismo religioso e dei valori della classe aristocratica sono invece chiari esempi della sua impostazione ionica (la stessa Colofone è, infatti, nella Ionia).

## Il racconto erodoteo sulla fondazione di Elea
Sulla fondazione di Elea disponiamo di un affascinante resoconto fornitoci da Erodoto.

### Focea e i viaggi sui mari

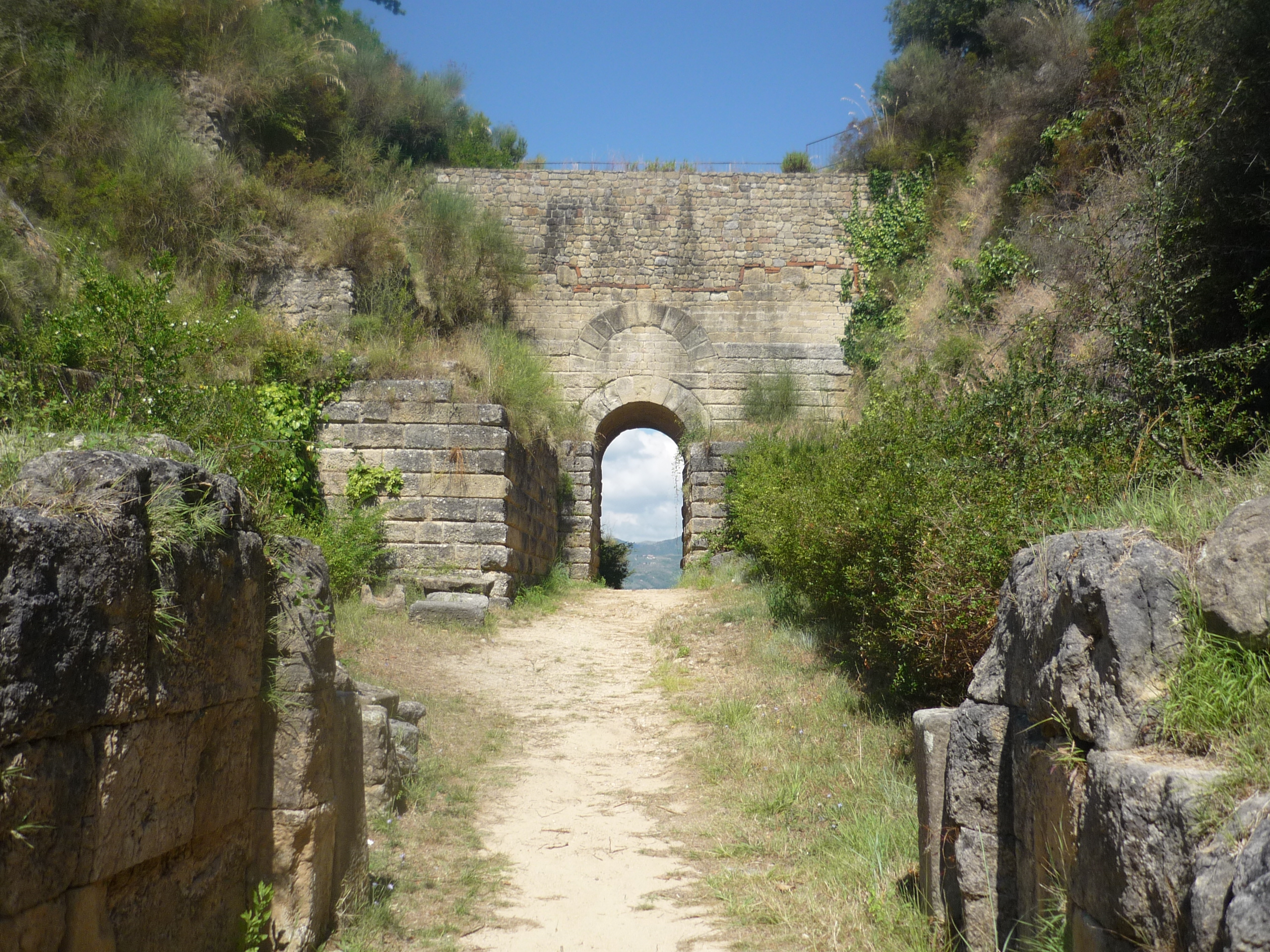
La Porta Rosa

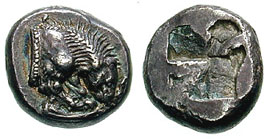
Dracma del 535-510 a.C.

Secondo Erodoto i focei erano stati i primi, tra i Greci, a navigare su lunghe distanze, solcando i mari non con arrotondate imbarcazioni mercantili ma su navi a cinquanta remi (le pentecontere), esplorando per primi l'Adriatico, la Tirrenia e l'Iberia e spingendosi fino a Tartesso.
Qui si stabilirono intrattenendo relazioni fraterne con il re locale Argantonio.
Questi, di fronte alle pressioni di Arpago, tentò di convincerli ad abbandonare la Ionia e ad insediarsi nei paraggi, in qualunque luogo scegliessero, ma, vista l'inutilità dei suoi sforzi, li rifornì di abbondante denaro per rinforzare le mura di Focea e far fronte alle minacce dei Medi.
Fu così che le mura di Focea, costituite di grossi blocchi ben connessi, si svilupparono su un perimetro di molti stadi.

### L'assedio alla città
Quando la città fu cinta d'assedio da Arpago, ai Focei fu avanzata la proposta di una resa onorevole. In cambio veniva pretesa la simbolica distruzione di un solo bastione e la consacrazione di un edificio a Ciro.
I Focei chiesero un giorno di tempo per decidere, durante il quale l'assedio doveva esser momentaneamente allentato.
Arpago concesse loro la tregua pur non facendo mistero di averne intuito i propositi.
Fu così che i Focei misero in mare le loro navi e, caricatele di tutta la popolazione, di tutti i beni che potevano, incluse statue votive ed offerte tratte dai templi, ad eccezione delle statue in bronzo e in pietra e dei dipinti, si allontanarono dalla città abbandonandola al suo destino.
Il giorno dopo i Persiani entrarono in una città deserta.

### Verso il Tirreno
Lasciata Focea fecero rotta su Chio. Lì giunti, vollero convincerne gli abitanti a vender loro le isole chiamate Enusse, ma i Chìesi, intimoriti dalla temibile concorrenza commerciale, non vi acconsentirono.

A quell'epoca Argantonio era già morto: decisero perciò di dirigersi verso l'isola di Cirno dove, vent'anni prima, assecondando un responso oracolare, avevano eretto la città di Alalia (chiamata in seguito Aleria).

### Il giuramento
Prima di partire fecero però rotta su Focea dove sbarcarono e massacrarono il presidio persiano.
Poi, pronunciando maledizioni verso chi abbandonasse il viaggio, gettarono in mare un masso di ferro incandescente giurando che mai sarebbero tornati a Focea se non quando esso fosse ritornato a galla.

Ma durante il viaggio più della metà di loro, vittime della nostalgia, ruppe il giuramento e prese la via del ritorno.

### La battaglia di Alalia
Giunti a Cirno vi eressero templi, coabitando per cinque anni con i precedenti coloni. Ma le loro scorrerie piratesche spinsero Etruschi e Cartaginesi ad allearsi e ad armare contro di loro una flotta di 120 navi (60 per parte). I Focei, armate le loro sessanta pentecontere, mossero incontro ai nemici nel mare chiamato Sardonio. Dalla battaglia risultarono vincitori, ma a prezzo di gravi perdite: quaranta delle loro navi rimasero infatti distrutte e le rimanenti venti, con i rostri spezzati, erano inservibili alla guerra.

Sbarcarono ad Alalia e, presi a bordo donne e bambini, salparono verso Reggio.
Il 1 febbraio 2022 furono annunciati i risultati della campagna di scavi che hanno portato alla riemersione del tempio arcaico dedicato ad Atena, sull'acropoli di Velia. La struttura del tempio più antico avrebbe una datazione al 540-530 a.C., negli anni successivi alla battaglia di Alalia. Per l'occasione, il Direttore Generale dei Musei e Direttore Avocante del Parco Archeologico di Paestum e Velia, Massimo Osanna, dichiarò: “Con tutta probabilità in questo ambiente vennero conservate le reliquie offerte alla dea Athena dopo la battaglia di Alalia, lo scontro navale che vide affrontarsi i profughi greci di Focea e una coalizione di Cartaginesi ed Etruschi, tra il 541 e il 535 a.C. circa, al largo del mar Tirreno, tra la Corsica e la Sardegna. Liberati dalla terra solo qualche giorno fa, i due elmi devono ancora essere ripuliti in laboratorio e studiati. Al loro interno potrebbero esserci iscrizioni, cosa abbastanza frequente nelle armature antiche, e queste potrebbero aiutare a ricostruire con precisione la loro storia, chissà forse anche l’identità dei guerrieri che li hanno indossati. Certo si tratta di prime considerazioni che già così chiariscono molti particolari inediti di quella storia eleatica accaduta più di 2500 anni fa”.

### Vendetta e catarsi degli Agillei
Gli avversari si divisero gli equipaggi delle navi affondate e gli Etruschi di Agilla, ottenutane la maggior parte li condussero fuori delle mura per lapidarli a morte. Ne seguirono eventi prodigiosi: chiunque passasse sul luogo dell'eccidio, uomo pecora o bestia da soma, ne rimaneva storpio e paralitico.
Fu così che gli agillei andarono a Delfi desiderosi di conoscere dalla Pizia la via per porre riparo alla maledizione. E la Pizia suggerì loro la catarsi: stabilire, in onore dei morti, l'usanza di compiere sacrifici e di consacrare ai Focei una competizione atletica ed equestre per gli anni a seguire, una tradizione ancor viva ai tempi di Erodoto.

### Da Reggio a Hyele: tutte le colpe di un oracolo frainteso
Quelli che si erano rifugiati a Reggio risalirono la costa e raggiunsero, in terra Enotria, una città allora chiamata Hyele (Ὑέλη).

Lì un posidionate rivelò ai focei come in passato avessero frainteso l'oracolo della Pizia: secondo il responso infatti, avrebbero dovuto attestare con santuari il culto dell'eroe Cirno, piuttosto che insediarsi essi stessi sull'isola di Cirno.

Convinti del loro precedente errore dall'argomentazione del posidoniate, si risolsero a prendere possesso della città enotria.

## Curiosità
In onore dell'antica città, Adriano Olivetti volle che fosse denominata ELEA la generazione di supercomputer Olivetti sviluppati negli anni cinquanta del Novecento, il cui modello Elea 9003 fu il primo supercomputer commerciale interamente a transistor della storia dell'informatica. Elea fu anche il nome scelto da Carlo De Benedetti, nel 1979, per la scuola di formazione aziendale della Olivetti, affidata alla presidenza di Pier Giorgio Perotto: la scelta, oltre ad essere un riferimento alla macchina, intendeva sottolineare la centralità dell'uomo nella sfera della tecnologia.